# 열적 쾌적성
열적 쾌적성(thermal comfort)은 열적 환경에 대한 주관적인 만족을 표현하는 마음의 상태이다. 인체는 음식이 입력 에너지인 열기관으로 볼 수 있다. 인체는 과도한 열을 환경으로 방출하므로 신체가 계속 작동할 수 있다. 열전달은 온도차에 비례한다. 추운 환경에서는 신체가 환경으로 더 많은 열을 잃고, 더운 환경에서는 신체가 충분한 열을 방출하지 않는다. 더위와 추위 시나리오 모두 불편함을 초래한다. 건물 거주자나 기타 인클로저에 대한 열적 쾌적성 표준을 유지하는 것은 HVAC(공기조화기술) 설계 엔지니어의 중요한 목표 중 하나이다.
열중성(thermal neutrality)은 인간의 신진대사로 생성된 열이 소멸되어 주변 환경과 열평형을 유지할 때 유지된다. 열적 쾌적성에 영향을 미치는 주요 요인은 열 증가 및 손실을 결정하는 요소, 즉 대사율, 의복 단열, 기온, 평균 복사 온도, 공기 속도 및 상대 습도이다. 개인의 기대치와 같은 심리적 매개변수도 열적 쾌적성에 영향을 미친다. 열적 쾌적 온도는 개인마다 그리고 활동 수준, 의복, 습도 등의 요인에 따라 크게 달라질 수 있다. 사람들은 주변 온도의 작은 차이에도 매우 민감하다. 24°C에서는 두 방의 온도 사이에 0.38°C의 차이가 감지될 수 있다.
PMV(Predicted Mean Vote) 모델은 가장 잘 알려진 열 쾌적성 모델 중 하나이다. 이는 열 균형 원리와 정상 상태 조건에서 제어된 기후 챔버에서 수집된 실험 데이터를 사용하여 개발되었다. 반면에 적응형 모델은 거주자가 환경과 동적으로 상호 작용한다는 아이디어를 바탕으로 수백 건의 현장 연구를 기반으로 개발되었다. 거주자는 의복, 작동 가능한 창문, 팬, 개인 히터 및 차양을 통해 열 환경을 제어한다. PMV 모델은 에어컨이 설치된 건물에 적용할 수 있는 반면, 적응형 모델은 기계 시스템이 설치되지 않은 건물에만 적용할 수 있다. 공간적 또는 시간적으로 부분적으로 에어컨이 작동되는 건물에 어떤 쾌적 모델을 적용해야 하는지에 대한 합의가 없다.
ANSI/ASHRAE 표준 55, ISO 7730 표준 및 EN 16798-1 표준에 따른 열적 쾌적성 계산은 ASHRAE 55용 CBE Thermal Comfort 도구, 파이썬 패키지 pythermalcomfort 또는 R 패키지 comf를 사용하여 자유롭게 수행할 수 있다.

## 같이 보기
- ASHRAE
- 공기조화
- 열중증
- 습공기선도
- 실온